# Agbéyomé Kodjo
Messan Agbéyomé Gabriel Kodjo (ur. 12 października 1954 w Tokpli, zm. 3 marca 2024 w Paryżu) – togijski polityk, minister, przewodniczący Zgromadzenia Narodowego w latach 1999–2000, premier Togo w latach 2000–2002.

## Życiorys
Urodził się w 1954 w Tokpli w prefekturze Yoto. W 1983 zdobył doktorat z dziedziny zarządzania na Université de Poitiers we Francji. W latach 1983−1988 zajmował stanowiska dyrektora handlowego SONACOM (Société Nationale de Construction Mécanique).
W latach 1988–1991 pełnił funkcję ministra ds. młodzieży, sportu i kultury, a w latach 1992–1993 ministra spraw wewnętrznych i bezpieczeństwa. Od 1993 do 1999 był dyrektorem generalnym Portu w Lomé. W tym czasie wykładał również na Wydziale Nauk Ekonomicznych i Zarządzania Université du Bénin. W marcu 1999 został wybrany do Zgromadzenia Narodowego z ramienia Zrzeszenia Ludu Togijskiego (Rassemblement du Peuple Togolais, RPT). W czerwcu tego samego roku został wybrany przewodniczącym parlamentu, którym pozostał do sierpnia 2000.
29 sierpnia 2000 prezydent Gnassingbé Eyadéma mianował go szefem rządu. Urząd pełnił do 27 czerwca 2002, po czym wyjechał do Francji. Powodem dymisji był konflikt z prezydentem Eyademą. W sierpniu został wykluczony z RPT i oskarżony o korupcję. We wrześniu togijskie władzy wydały przeciw niemu międzynarodowy nakaz aresztowania.
W kwietniu 2005, po śmierci prezydenta Eyademy, powrócił do Togo. Został jednak zatrzymany pod zarzutem nadużyć środków publicznych w czasie pełnienia funkcji dyrektora generalnego Portu w Lomé. W styczniu 2007 bez powodzenia ubiegał się o stanowisko prezesa Togijskiej Federacji Piłkarskiej.
W sierpniu 2008 zapowiedział start w wyborach prezydenckich w 2010 z ramienia nowej partii, OBUTS (Organisation pour bâtir dans l'union un Togo solidaire). 14 stycznia 2010 oficjalnie zgłosił swoją kandydaturę do komisji wyborczej. W wyborach 4 marca 2010 zajął czwarte miejsce, zdobywając tylko 0,85% głosów.
Zmarł na atak serca 3 marca 2024 roku w Paryżu.